# دن اونسن
دن اونسن (انگلیسی: Dan Evensen؛ زادهٔ ۱۹۷۴) ورزشکار هنرهای رزمی ترکیبی و جودوکار اهل نروژ است.